# Albert Szent-Györgyi
Albert von Szent-Györgyi de Nagyrápolt (16 tháng 9 năm 1893 – 22 tháng 10 năm 1986) là một nhà khoa học người Hungary, người đã đạt Giải thưởng Nobel Sinh lý và Y khoa năm 1937 với công trình nghiên cứu phân lập thành công Vitamin C. Công trình của ông đã góp phần lớn cho những nghiên cứu về vitamin và quá trình sản xuất, sử dụng vitamin trong y học, sinh học cũng như sức khỏe, ẩm thực.
Ông được coi là người phát hiện ra vitamin C, các thành phần và phản ứng của chu trình acid citric. Ông cũng hoạt động trong kháng chiến Hungary trong Thế chiến II và bước vào chính trị Hungary sau chiến tranh.

## Tiểu sử
Ông sinh tại Budapest, Hungary và tốt nghiệp ngành Y đại học Budapest năm 1917. Từ năm 1917 – 1930, ông làm việc tại nhiều phòng thí nghiệm và trường đại học tại các nước Tiệp Khắc, Đức. Hà Lan, Anh, Hoa Kỳ.... Năm 1930 ông trở lại Hungary và giảng dạy tại Đại học Szeged.
Sau chiến tranh thế giới thứ II, Albert Szent-Gyorgyi chuyển đến sống và làm việc tại Marine Biological Laboratories tại Massachusetts, Hoa Kỳ. Tại Mỹ, Albert Szent-Gyorgyi tiếp tục nghiên cứu về chức năng của cơ và cơ chế phân tử của bệnh ung thư. Ông được trao tặng giải Nobel y học – sinh lý học năm 1937 do những kết quả nghiên cứu xuất sắc của mình.
ông mất ngày 22 tháng 10 năm 1986 tại Woods Hole, Bang Massachusetts, Hoa Kỳ.